# Schaken

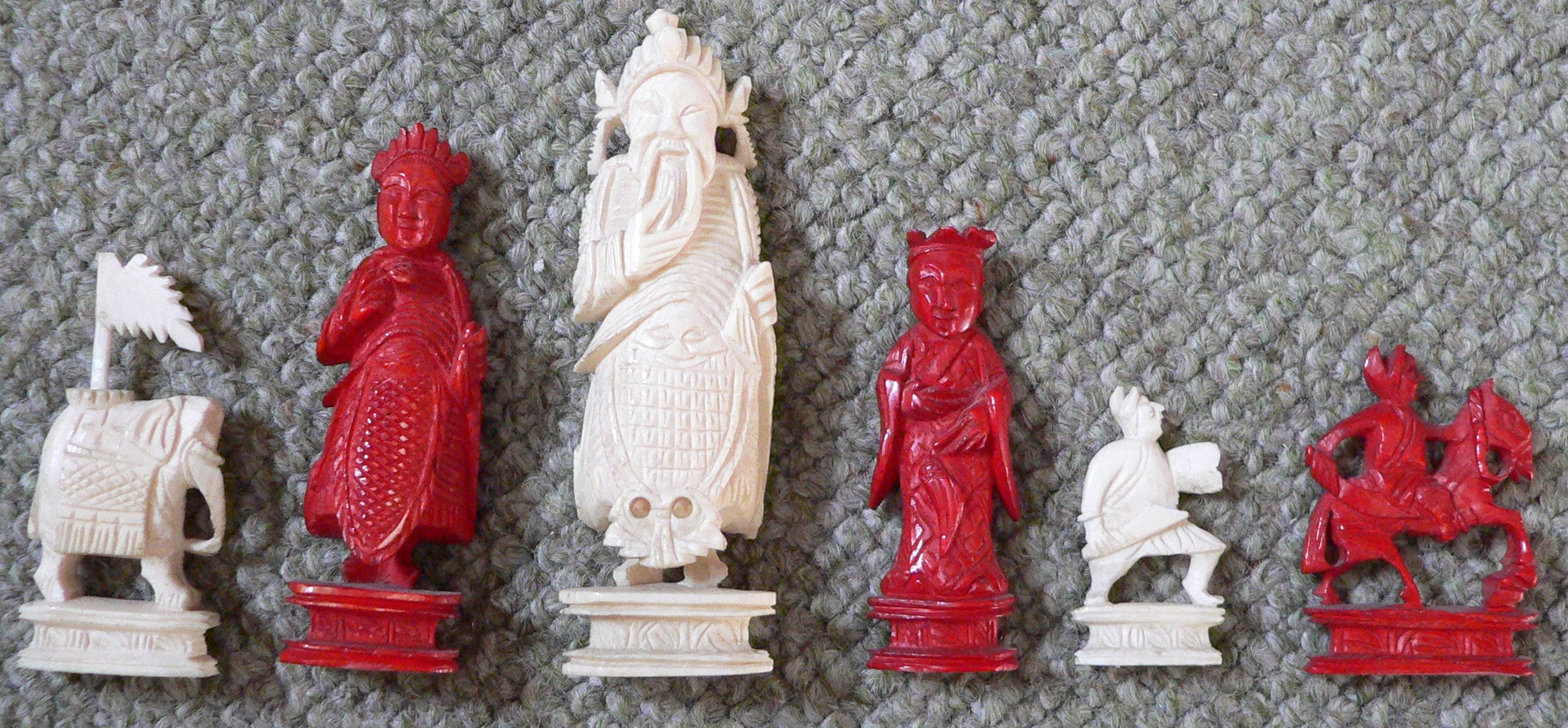
19e-eeuwse Chinese schaakstukken, ivoor

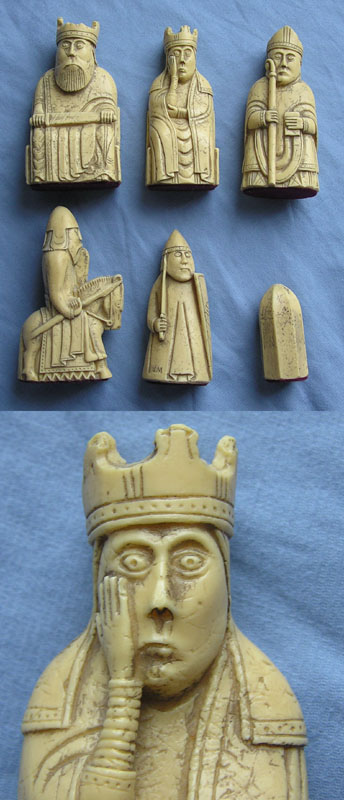
Lewis-schaakstukken, genoemd naar hun vindplaats, Isle of Lewis. 12e-eeuwse stukken uit meerdere, vermoedelijk Noorse sets van walrusivoor en walvistanden.
Boven: koning, dame en loper, daaronder paard, toren en pion.
Onder: close-up van de dame

Schaken is een aanduiding voor een groep verwante bordspellen. Dit artikel beschrijft het westers schaakspel, een strategisch bordspel voor twee spelers. Het is een strategisch spel omdat de spelers veel speelmogelijkheden hebben en omdat het vaak onmogelijk is de consequentie van elke zet te overzien, waardoor inzicht, ervaring en moed de zetkeuze mede bepalen. In sommige schaakpartijen zijn karakteristieke speelstijlen te herkennen zoals: agressief, passief, tactisch, forcerend, radicaal.
Het doel van het spel is het schaakmat zetten van de vijandelijke koning.

## Geschiedenis

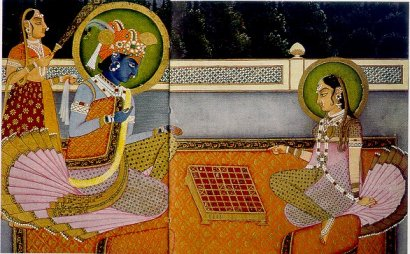
Krishna en Radha spelen chaturanga

De oervorm van het schaakspel is duizenden jaren oud, waardoor er niet veel bekend is over het ontstaan en de vroegste geschiedenis. Het heeft dan ook aan veel legendevorming bijgedragen. Deze legendes beleefden in de negentiende eeuw hun hoogtijdagen. Dat blijkt met name uit de vele verenigingen die zo niet naar beroemde schakers dan wel naar mythologische figuren genoemd werden. Hoewel er geen enkele hint is van een historische oorsprong in de Griekse oudheid, worden de sterveling Palamedes en de godin Pallas in verband gebracht met de uitvinding van het spel. Ook de sterveling Paris, degene die de mooie Helena schaakt en daarmee de Trojaanse oorlog veroorzaakt, wordt enkele malen als uitvinder genoemd. Deze oorlog is derhalve het decor en gemeenschappelijke noemer van deze vertellingen uit de Griekse mythologie, vastgelegd door Homerus in zijn Ilias. Een curieuze uitzondering hierop is Palamedes die daar niet genoemd wordt, ondanks dat hij een prominente rol speelt in vele andere vertellingen over het beleg van Troje.
De bekendste onder de goden, binnen de schaakwereld, is echter Caïssa, de godin van het schaken. Maar Caïssa is een poëtisch bedenksel uit de Renaissance, en maakt geen historische aanspraak op de uitvinding.
De historicus H.J.R. Murray heeft van de ontstaansgeschiedenis van het schaken in 1913 het standaardwerk A History of Chess geproduceerd, wat sindsdien als het definitieve werk over de geschiedenis van schaken wordt beschouwd. Uit deze publicatie blijkt dat de meest ondersteunde theorie de uitvinding van het schaakspel in India is. De legende van Sissa, een mythische brahmaan van aldaar, is mogelijk hierdoor de populairste mythe over de uitvinding van het schaakspel.
Halverwege de twintigste eeuw werd geopperd dat het schaakspel mogelijk uit China stamt en recentelijk gaan er weer stemmen op die de oorsprong van het schaakspel daar of in Oezbekistan plaatsen.
De oudste herkenbare versie van schaken stamt waarschijnlijk uit het zesde-eeuwse Lucknow in Oost-Perzië, nu in Noord-India, en staat bekend als chaturanga. Lange tijd werd vermoed dat dit spel weer gebaseerd was op chaturaji, een variant voor vier personen die elk aan een zijde van het bord zaten. Het blijkt echter andersom: chaturanga is eeuwen ouder dan chaturaji die als een van de populaire varianten aan chaturanga is ontsproten.
Verschillende versies van chaturanga verspreidden zich oostwaarts naar China en Japan en, in de vorm van Shatranj, westwaarts naar de Arabische wereld om via Italië en Spanje uiteindelijk tijdens de 11e eeuw in heel Europa door te dringen. Waarschijnlijk hebben de Vikingen hier een belangrijke rol in gespeeld, aangezien de oudste Europese vondsten van schaakstukken langs de kusten zijn.
In de middeleeuwen ontstonden varianten in het schaakspel, zoals 'Oude schaak', 'Welsch' en het Courierspel. Het courierspel ontstond in de vroege dertiende eeuw in toenmalig Duitsland en overleefde de tand des tijds tot vroeg in de negentiende eeuw wanneer het voor het laatst in Ströbeck is gespeeld.
De huidige vorm van het schaakspel ontstond aan het eind van de 15e eeuw in Frankrijk, toen de dame met de huidige machtige mogelijkheden haar intrede deed. Tevoren was de dame of koningin een tamelijk beperkt en zwak stuk. Over hoe de dame de macht kreeg die ze in het huidige spel heeft zijn verschillende lezingen, maar een relatief recente theorie over de relatie van de vrouw met het schaakspel suggereert dat het representatief zou zijn voor de macht die enkele koninginnen, waaronder Isabella van Castilië in die tijd hadden.
Het centrum van de schaakwereld was eeuwenlang het legendarische Parijse café de la Régence, waar grote schakers als Philidor speelden. Halverwege de 19e eeuw verschoof dit zwaartepunt naar de Londense Simpson's-in-the-Strand.
In de Nederlandse schaakgeschiedenis begon  het spel pas in de 19e eeuw serieuzere vormen te nemen. Rond de 20e eeuwwisseling vond Nederland in de persoon van Arnold van Foreest aansluiting met de wereldtop. Max Euwe was wereldkampioen schaken van 1935 tot 1937. In de jaren '80 behoorde Jan Timman tot de wereldtop. In 1993 speelde hij om de wereldtitel tegen Karpov, maar verloor. 

## Etymologie
Het woord schaak is afkomstig van het Perzische woord shāh, dat koning betekent. Ook het woord mat is Perzisch (maata), dat versteld raken betekent.
In de meeste talen heeft het spel, enigszins aangepast, dezelfde naam.
Het woord schaak is niet alleen de naam van het spel, maar in het Nederlands ook van de situatie in het spel waarin de koning aangevallen wordt. In andere talen kunnen de woorden verschillend zijn, zoals in het Engels: chess - check en Spaans: ajedrez - jaque.

## Spelregels
De officiële spelregels worden vastgesteld door de wereldschaakorganisatie FIDE en worden door de KNSB in het Nederlands vertaald. Hieronder enkel de belangrijkste punten.

### Spelers
Het spel wordt gespeeld door twee spelers die elkaars tegenstander zijn en tegenover elkaar aan het schaakbord zitten. De ene speler, de witspeler of kortweg "wit", speelt met lichtgekleurde schaakstukken, de andere speler, de zwartspeler of kortweg "zwart", speelt met
donkergekleurde stukken.

### Materiaal
Een schaakbord is een vierkant, regelmatig opgedeeld in 32 lichte (witte) en 32 donkere (zwarte), elkaar afwisselende velden. De horizontalen worden rijen genoemd en zijn genummerd van 1 tot en met 8; de verticalen heten lijnen en worden aangegeven met de letters a tot en met h. Zo is elk veld aan te duiden; de witte dame staat bijvoorbeeld in de beginstelling op d1. Het bord wordt zo neergelegd dat a1 en h8, de hoekvelden links van de spelers, zwart zijn.
Elke speler beschikt over zestien schaakstukken. Bij aanvang van het spel staan de stukken zoals hiernaast getoond op het bord. De witte dame op een wit veld, de zwarte dame op een zwart. Geheugensteuntje: dame bekent kleur.
De stukken zijn voor beide spelers:
- een koning ♔♚
- een dame (of koningin) ♕♛
- twee torens ♖♜
- twee lopers (of raadsheren, bisschoppen) ♗♝
- twee paarden ♘♞
- acht pionnen ♙♟

Binnen een schaakpartij worden de pionnen soms niet als stukken aangeduid. Wie zich nauwkeurig uitdrukt zegt weleens: "De stukken en pionnen worden op het bord gezet". Spreekt men van een stukoffer, stukverlies e.d., dan bedoelt men een licht stuk, dus een loper of paard. In dit artikel worden de pionnen echter wel tot de stukken gerekend.

### Zetten
Beide spelers doen om beurten een zet naar keuze, waarbij wit begint. Het is niet toegestaan een beurt over te slaan.
Bij de notatie van een schaakpartij is er steeds één nummer voor de zet van wit en van zwart samen. Als gesproken wordt over het aantal zetten van een partij is dit het aantal zetten van wit; het aantal zetten van zwart is gelijk of één minder. Voor eenduidigheid wordt soms de term ply of halfzet gebruikt voor een zet van één speler. Tenzij het tegendeel blijkt wordt hieronder met een zet steeds een halfzet bedoeld.
Een stelling is de stand van de stukken.

#### Slaan
Op elk veld staat nooit meer dan één stuk. Door een eigen stuk te spelen naar een veld waarop een stuk van de opponent staat, wordt dat stuk (van de opponent) geslagen en van het bord genomen. Op het tweede diagram hiernaast wordt dit geïllustreerd met de (diagonaal bewegende) witte loper: deze kan niet naar a1, f2 of g1 gespeeld worden, maar wel de zwarte toren op b2 slaan door zelf op dat veld te gaan staan. De pion is het enige stuk dat bij slagzetten anders beweegt dan bij gewone zetten.

#### Loop van de stukken
De verschillende stukken hebben elk een verschillende loop. Dame, toren en loper kunnen in een enkele zet in een rechte lijn een willekeurige afstand afleggen voor zover de stelling dat toelaat. Ze kunnen niet over andere stukken heen springen. Gaat een stuk naar een veld waar een stuk van de tegenpartij staat, dan wordt dat stuk geslagen. Een veld waarop een stuk van de eigen partij staat, is niet toegankelijk .
- De koning neemt één stap tegelijk, recht of diagonaal, en bestrijkt dus de 3 tot 8 aangrenzende velden. Hij begint op e1 of e8. Daarnaast heeft de koning eenmaal per partij een speciale mogelijkheid zich te verplaatsen: de korte en de lange rokade. Hoewel de schaakpartij om de koning draait, is hij niet het sterkste stuk wat betreft de loop.
- De dame mag naar keuze horizontaal, verticaal of diagonaal bewegen en beheerst 21 tot 27 velden, wat haar veruit het sterkste stuk maakt (zie ook de relatieve waarde van schaakstukken). Zij begint op d1 of d8 (een veld van dezelfde kleur als het stuk zelf).
- Een toren bestrijkt 14 velden. Hij mag naar keuze horizontaal of verticaal bewegen en is het enige stuk dat vanaf de rand hetzelfde bereik heeft als in het centrum (als de loop niet door andere stukken geblokkeerd wordt). De torens beginnen in de hoeken (de velden a1 en h1, respectievelijk a8 en h8).
- Een loper mag diagonaal bewegen en bestrijkt 7 tot 13 velden. Een loper kan niet op een veld komen met een andere kleur, dan waar het stuk in de beginstelling staat. Spreekt men van witte of zwarte lopers, dan doelt men vaak op de kleur van de velden waarop zij zich bewegen. Beide spelers hebben in het begin een 'witte' (nauwkeuriger gezegd: witveldige) en een 'zwarte' (zwartveldige) loper. Lopers beginnen op c1 en f1, respectievelijk c8 en f8.
- Een paard heeft een specifieke zetwijze, ook buiten het schaken bekend geworden als de paardensprong, die op verschillende manieren omschreven kan worden:

1. eerst 2 velden horizontaal of verticaal en daarna 1 veld in een richting loodrecht daarop;
2. eerst één veld recht en dan één veld schuin in deels dezelfde richting;
3. verplaatsing naar een van de dichtstbijzijnde velden die níet op dezelfde lijn, rij of diagonaal liggen als het uitgangsveld.

Een paard in het centrum beheerst een kring van 8 velden.

Een paard kan in tegenstelling tot de andere stukken 'springen': het maakt niet uit of er tussen het startveld en eindveld van de zet een ander stuk bevindt. Hoewel een paard minder velden beheerst (2 tot 8), is het in de praktijk nauwelijks zwakker dan een loper. Dit komt enerzijds doordat het mag springen, anderzijds doordat het paard in tegenstelling tot de lopers op zowel witte als zwarte velden kan komen. Wel heeft een paard vaak problemen als het aan de rand of zelfs in de hoek staat. In het laatste geval kan het maar naar twee verschillende velden toe. Paarden staan in de beginstelling op de velden direct naast de hoek: de witte paarden op b1 en g1, de zwarte op b8 en g8.

##### Pionnen
Voor alle hierboven genoemde stukken geldt dat ze in alle richtingen op dezelfde manier bewegen en dat ze slaan op dezelfde manier als dat ze 'gaan'. De pionnen hebben echter andere regels:
- Pionnen bewegen één veld recht vooruit (voor een witte pion is dit naar een hoger rijnummer, voor een zwarte naar een lager).
- Vanuit de beginpositie op rij 2 of 7 mogen pionnen naar keuze een of twee velden vooruit.
- De pion slaat anders dan hij beweegt. Hij slaat namelijk één veld diagonaal naar voren. Een pion kan uitsluitend recht vooruit gaan als het veld recht vooruit leeg is, en hij kan uitsluitend schuin vooruit gaan als hij daarmee een stuk slaat.
- Een bijzonderheid is het en passant slaan, waarbij een pion die vanuit zijn beginpositie twee velden tegelijk naar voren is gegaan, door een andere pion geslagen kan worden alsof hij maar één veld opgeschoven is; de vijandelijke pion komt daarbij terecht op het gepasseerde veld, dat leeg was. Dit kan alleen onmiddellijk na het oprukken van de pion.
- Een pion die de overkant bereikt, promoveert. De eigenaar moet dan de pion vervangen door een dame, paard, loper of toren. Meestal kiest hij een dame, kiest hij een ander stuk dan heet dat minorpromotie. Het is mogelijk om dankzij promotie meer stukken van een bepaalde soort te hebben dan in de beginstelling, dus bijvoorbeeld twee dames of drie paarden van dezelfde kleur.

#### Korte en lange rokade
Er is een zet waarbij in een beurt twee stukken verplaatst worden: de rokade. Hierbij wordt de koning van het beginveld twee velden zijwaarts verplaatst naar een op een hoekveld staande toren toe. Daarna wordt de toren uit die hoek verplaatst naar het veld waar de koning overheen gesprongen is. Bij de korte rokade van wit gaat de koning naar g1 en de toren van h1 naar f1; bij de lange rokade gaat de koning naar c1 en de toren van a1 naar d1. Voor zwart gelden de tegenoverliggende velden.
Er zijn enkele voorwaarden: de koning en de toren mogen niet eerder zijn verplaatst, en de rokade mag niet worden uitgevoerd als de koning schaak staat of over een veld moet springen dat bestreken wordt door een vijandelijk stuk. Ook kan er niet worden gerokeerd als er een stuk tussen de toren en de koning staat.
De notatie voor een korte rokade is 0-0; voor een lange rokade wordt 0-0-0 gebruikt.

### De koning

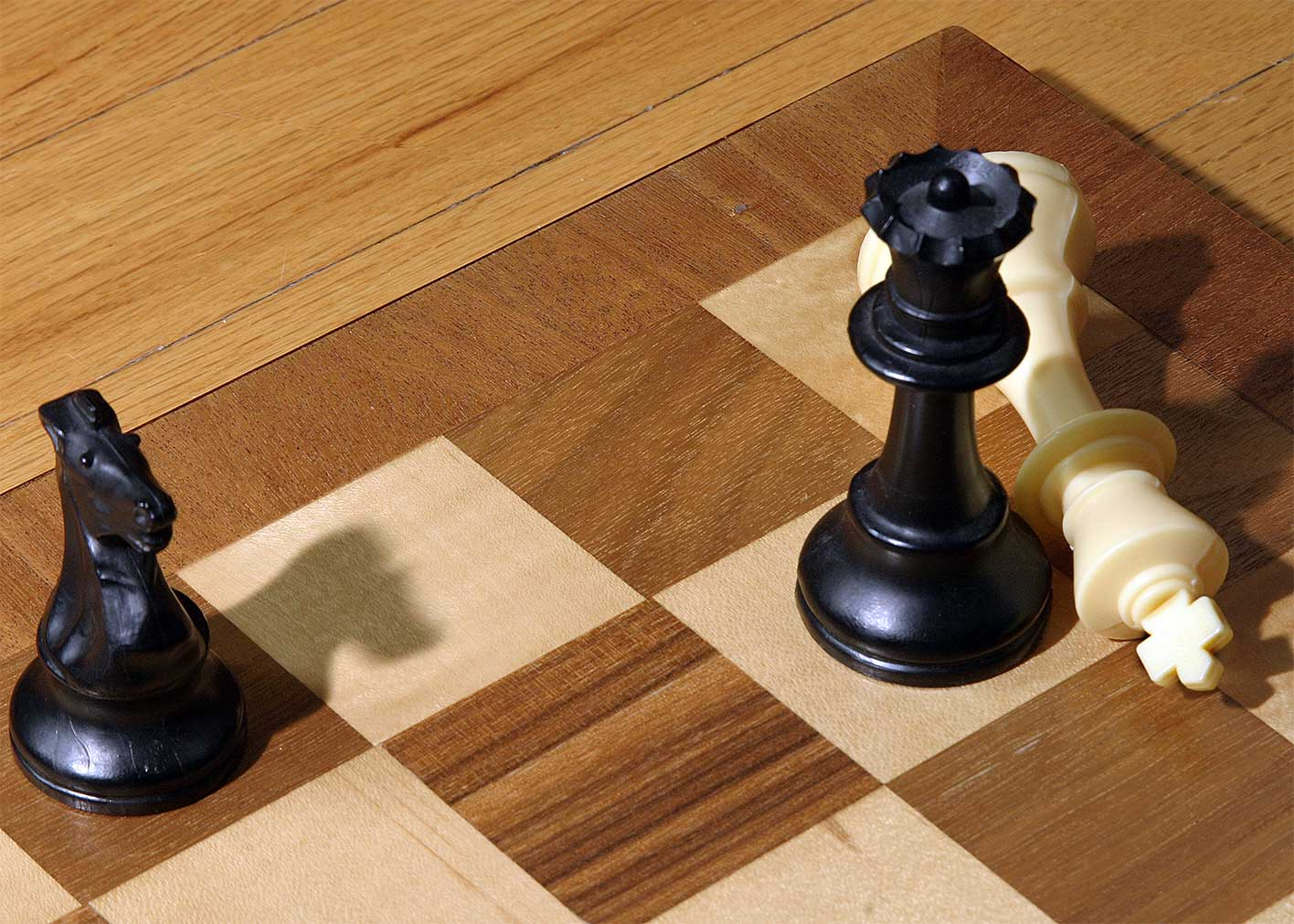
Schaakmat – de mat gezette speler heeft zijn verlies erkend door de koning om te leggen.

De koning heeft in het schaakspel een centrale rol.
Is de opstelling der stukken zo dat een speler (als hij aan zet was geweest) de koning van de tegenstander volgens de loop der stukken zou kunnen slaan, dan zegt men dat de koning van de tegenstander schaak staat.
Een speler mag geen zet doen waardoor de eigen koning schaak komt te staan of schaak blijft staan. Staat de eigen koning schaak en is er geen mogelijkheid om het schaak te pareren (een zet doen waarmee het schaak wordt opgeheven), dan staat de koning schaakmat of kortweg mat, en heeft hij verloren. De partij is hiermee onmiddellijk afgelopen; de koning wordt dus niet daadwerkelijk geslagen.
Dit impliceert:
- Bij 'schaak geven' is de koning nooit het stuk dat dreigt de vijandelijke koning te slaan. Wat wel kan is schaak geven door middel van het doen van een koningszet, maar dan betreft dit een aftrekschaak (of de rokade, waarbij ook de toren van positie verandert).
- Staat de eigen koning schaak, dan moet de speler dat pareren.

Uit de spelregels volgt dat schaak op drie manieren gepareerd kan worden:
- Door de koning te verplaatsen.
- Door het schaakgevende stuk te slaan (eventueel met de koning).
- Door een stuk tussen de koning en het schaakgevende stuk te zetten. Dit kan bij een aanval door een loper, toren of dame; indien een paard of pion schaak geeft werkt het niet, aangezien een paard over tussenstaande stukken kan springen en een pion niet op afstand werkt.

Een situatie waarin als gevolg van een aftrekschaak de koning door twee vijandelijke stukken wordt aangevallen, heet dubbelschaak; dit kan alleen gepareerd worden door de koning te verplaatsen.

### Remise
Staat de eigen koning niet schaak en is er geen zet mogelijk, dan is een patstelling ontstaan, of kortweg pat, en eindigt de partij onmiddellijk in remise. Voor een speler die er slecht voorstaat, kan de regel dat hij geen zet mag doen waardoor de eigen koning schaak komt te staan, daardoor relatief gunstig zijn.
Behalve met pat, kan een partij ook in remise eindigen door de vijftigzettenregel, driemaal dezelfde stelling, of een dode stelling; het is bijvoorbeeld niet mogelijk met enkel koning en loper de vijandelijke koning mat te zetten.
Daarnaast kan een speler ook remise aanbieden, wat door de tegenstander aangenomen of geweigerd kan worden. Het aanbod kan mondeling worden verworpen, of door een zet te doen. Onredelijke of overmatige remise-aanbiedingen kunnen worden beschouwd als het hinderen van de tegenstander en kunnen door de scheidsrechter worden bestraft, doorgaans met een tijdstraf.

### Zetuitvoering

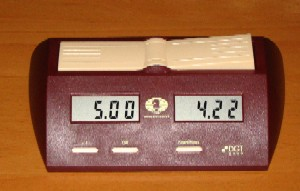
Een digitale schaakklok

Wie een eigen stuk aanraakt moet dit spelen als dat volgens de spelregels toegestaan is. Evenzo moet een stuk van de tegenstander geslagen worden als men het aangeraakt heeft, tenzij dat onreglementair is (pièce touchée).
Als een stuk is losgelaten op een veld waar het volgens de spelregels heen mag, dan mag men deze zet niet meer terugnemen (losgelaten is gezet). Als er nog bijkomende handelingen nodig zijn (zoals het verwijderen van een geslagen stuk van de tegenstander, het vervangen van een gepromoveerde pion door een ander schaakstuk, de toren verplaatsen als onderdeel van een rokade) dan moeten deze ook worden uitgevoerd.
Als er met een schaakklok wordt gespeeld, drukt men na de zet (verplaatsen van een schaakstuk plus de eventuele bijkomende handeling) de klok in, zodat de bedenktijd van de tegenstander gaat lopen. Pas na het indrukken van de schaakklok is de zet voltooid. Bij het uitvoeren van een zet mag maar één hand worden gebruikt. Ook de klok moet met dezelfde hand worden ingedrukt. Dit voorkomt dat de klok voortijdig wordt ingedrukt.
Een onreglementaire zet (voorheen: onregelmatige zet) wordt traditioneel altijd direct hersteld, zodra deze ontdekt wordt. Een voorbeeld hiervan is dat iemand die schaak staat, dit niet opheft. In het snelschaken kan men echter de partij opeisen (claimen) als de tegenstander een onreglementaire zet heeft gedaan en daarna de klok heeft ingedrukt. In lange partijen kan dit ook als het herhaaldelijk gebeurt, of anders kan een tijdstraf worden gegeven. Wie zelf een onregelmatige zet doet en dit tijdig (voor het indrukken van de klok) ontdekt, mag deze zet straffeloos herstellen. Wel is dan de regel aanraken-is-zetten van toepassing (als er een reglementaire zet mogelijk is met het aangeraakte stuk).
Bovenstaande regels gelden voor alle officiële wedstrijden. In informele partijen (ook wel: vrije partijen) varieert het natuurlijk in hoeverre men de hand houdt aan de regels voor het uitvoeren van de zetten. Zie voor variaties met betrekking tot bedenktijd en zetuitvoering ook snelschaak. In schaaktweekampen tussen twee spelers, wanneer de stand na alle reglementaire partijen gelijk is, volgen teneinde een beslissing te forceren vaak snelschaakpartijen met verkorte bedenktijd.

### Geschiedenis
Tot in de 19e eeuw deed men in een match (tweekamp) wel eens om de beurt de eerste zet: wit begon de eerste partij, zwart de tweede enzovoorts.

## Schaakpartij
Een schaakpartij wordt ruwweg ingedeeld in drie fasen: de opening, het middenspel en het eindspel. Vanuit de beginpositie is een groot aantal reeksen van zetten en tegenzetten geanalyseerd waarvan bekend is of die uiteindelijk voordelig zijn voor wit, of voor zwart. Dit zijn de openingen. Na de opening, als de stukken ontwikkeld zijn, begint het middenspel waarin de spelers proberen door het behalen van kleine voordelen overmacht in het spel te krijgen. Het aantal zetmogelijkheden is hier zo groot dat er vooraf geen precieze analyses mogelijk zijn. De betere schakers hanteren alleen heuristische vuistregels die betrekking hebben op positiespel, combinatiespel, materiaalsterkte, aanvals- en verdedigingsmogelijkheden en de waarde van stukken in een bepaalde stelling. In deze fase is de speler dus het meest op inzicht, creativiteit en intuïtie aangewezen. Als er over en weer veel stukken zijn geslagen, loopt de koning minder gevaar en kan hij een actievere rol gaan spelen. Daarmee is de fase van het eindspel aangebroken. Deze fase vereist kalm beraad en een vooruitziende blik, naast kennis van eindspelanalyses, maar tijdnood kan een factor van betekenis gaan worden.

### Dynamiek
De koning is het belangrijkste stuk op het bord, maar het is zeker niet het sterkste. Samen met de mogelijkheid van pionpromotie bepaalt dit de dynamiek van het spel. Normaal gesproken streeft de schaakspeler naar overheersing op het bord, wat verkregen kan worden door het veroveren van vijandelijke stukken of door vergroting van de activiteit van de eigen stukken. Koningsaanval en promotie kunnen echter zulke overheersende doelen worden dat men die kan nastreven onder opoffering van aanzienlijk eigen materiaal.

### Vergelijking met andere spellen
Een belangrijk aspect van het schaken is dat toeval geen enkele rol speelt in het verloop. Het winnen of verliezen hangt niet af van geluk, maar evenals bij dammen en go volledig van de acties van de spelers. Heel anders is dit bij een spel met dobbelstenen of met kanskaarten zoals Monopoly, waar het toeval vaak de doorslaggevende factor is. Een tweede belangrijk verschil met veel andere spelen is dat de spelers steeds over alle informatie beschikken, dit bijvoorbeeld in tegenstelling tot bridge of Stratego waarbij aanvankelijk de positie van de vijandelijke stukken of kaarten niet volledig bekend is. Hoewel het schaakspel in theorie volkomen uit te rekenen is, is het aantal mogelijke varianten zo groot, dat zowel mens als computer daartoe praktisch (nog?) niet in staat zijn.

### Leren schaken
Een goede manier om te leren schaken is het volgen van de Stappenmethode van de KNSB, die zich vooral concentreert op verdere zetten en tactiek.

## Noteren
In de schaaksport is het gebruikelijk om de zetten die gespeeld zijn op te schrijven zodat de schaakpartij later nagespeeld en geanalyseerd kan worden. Bij officiële partijen zijn beide spelers verplicht hun eigen zetten en die van hun tegenstander op de voorgeschreven wijze te noteren. De notatie kan dan ook in voorkomende gevallen door de scheidsrechter gebruikt worden om beslissingen te staven. Vaak wordt de zetten ook elektronisch bijgehouden en ziet men deze op een scherm naast de spelers samen met een diagram van het schaakbord, zodat ook toeschouwers kunnen zien hoever de partij al is gevorderd.

## Strategie

### Speelfases
In een schaakpartij onderscheidt men in het algemeen drie fasen: de opening, het middenspel en het eindspel, die overigens geleidelijk in elkaar overgaan en niet noodzakelijk alle drie voorkomen. Een partij kan al beslist zijn in de openingsfase, wat meestal het gevolg is van een blunder, of bij het middenspel. Elk van de drie fasen vereist een eigen strategie.

#### Opening
De opening van het schaakspel begint uiteraard met de eerste zet, maar heeft geen duidelijk eind en gaat geleidelijk over in het middenspel. Tijdens de opening worden de stukken 'ontwikkeld', dat wil zeggen vanuit de beginpositie in stelling gebracht. De strategisch mogelijke zetten worden in allerlei varianten tot vele zetten diep bestudeerd in de openingstheorie. De veel gespeelde openingen hebben een naam. Zo is er het damegambiet (Queen's Gambit, 1.d4 d5, 2.c4) van waaruit verder kan worden voortgezet met aangenomen (2. ...dxc4) of geweigerd damegambiet (een andere zet dan 2. ...dxc4). De Stappenmethode adviseert om de gouden regels van de opening toe te passen en de ontwikkeling volledig af te maken.

#### Middenspel
Als de stukken in de opening ontwikkeld zijn, ontstaat het middenspel. Tijdens het middenspel ontwikkelen de spelers aanvalsstrategieën met het doel materieel of positioneel voordeel te behalen, of de vijandelijke koning mat te zetten. Mat kan al gegeven worden, nog voordat het eindspel is begonnen. Het middenspel wordt geacht te eindigen als het bord al voor een groot gedeelte leeg is en er nog geen mat is gezet. Ook wordt wel als criterium gehanteerd dat de dames uit het spel zijn.

#### Eindspel
Het eindspel is de laatste fase van de partij, waarin deze wordt uitgespeeld. Vanwege het verminderde aantal stukken is er meestal niet veel keuze in de te volgen strategie. Net als de openingen is ook het eindspel in veel varianten bestudeerd. Een veelgebruikte strategie is pionnenloop; een pion probeert aan de overkant te komen en daar te promoveren. Een andere strategie is te trachten de vijandelijke koning in een hoek te drijven om hem mat te zetten.

### Tactieken: aanvallen
Er zijn binnen het schaken veel verschillende tactieken, zoals bijzondere soorten aanvallen. Een normale aanval is dat één stuk één ander stuk aanvalt. De bijzondere aanvallen zijn vaak winstgevender dan normale. Drie voorbeelden:

#### Dubbele aanval
De dubbele aanval is het krachtigste aanvalswapen in het schaken. Het houdt in dat één stuk van de ene speler twee stukken van de tegenstander tegelijk aanvalt.
De dubbele aanval dient te worden onderscheiden van de tweevoudige aanval, waarbij twee stukken van de ene speler één stuk van de andere aanvallen. Deze situatie komt vaak voor, maar is minder krachtig. Een dubbele aanval levert vaak materiaalwinst op, wat bepalend kan zijn voor de winst van de partij.
Een veelvoorkomend voorbeeld van de dubbele aanval is de vork. Een vork kan worden opgelost door het waardevolste stuk weg te zetten en daarmee zo mogelijk tegelijk het andere aangevallen stuk te dekken. Wanneer een paard zo'n dubbele aanval uitvoert, heet dat een paardvork. Zo is er ook een pionvork: een pion valt twee stukken tegelijk aan. Berucht zijn paardvorken waarmee de koning wordt aangevallen (schaak gezet) en tegelijk een zwaar stuk zoals dame of toren, of twee torens tegelijk. Als de koning tegelijk met een ander stuk wordt aangevallen, heet dat familieschaak. Een dergelijke zet is voor de speler wiens stukken worden aangevallen, niet zelden reden om de partij op te geven.

#### Penning
De penning (van het werkwoord pennen) is ook een krachtig aanvalswapen. Het veroorzaakt een dreigende en daardoor gespannen verhouding tussen drie stukken. Deze aanval houdt in dat een stuk een stuk van de ander aanvalt en pent, maar dat dat aangevallen, gepende stuk niet mag of beter niet weggezet kan worden, omdat dan een belangrijk stuk in de baan achter het gepende stuk wordt aangevallen. Er zijn twee vormen: de absolute penning en de relatieve penning.

In het geval van een aanvallend stuk met een penning op een stuk dat voor de koning staat, spreekt men van een absolute penning. Het wegzetten (verdedigen) van het aangevallen, gepende stuk tussen de aanvaller en de koning zou een onreglementaire zet zijn. Dan zou de verdedigende speler immers zijn eigen koning schaak zetten en dat mag niet volgens de spelregels. Het schaak moet juist opgeheven worden. Het aangevallen stuk dat gepend staat en tegelijkertijd de koning beschermt, mag dus niet uit de absolute penning weggezet worden. Daardoor verliest het zijn activiteit: zijn beweeglijkheid en kracht. Het gepende stuk wordt vrijwel functieloos. Vrijwel, want de door dat gepende stuk bestreken velden zijn voor de koning van de tegenstander nog steeds verboden terrein. Die mag zichzelf immers niet schaak zetten door op zo'n door het gepende stuk gecontroleerd veld te komen.
Bij een relatieve penning mag het aangevallen, gepende stuk wél weg, maar dat kan ten koste gaan van het belangrijke stuk dat er in dezelfde baan achter staat. Een voorbeeld staat in het tweede diagram hiernaast. De zwarte toren op h5 valt de witte loper op d5 aan. Op dezelfde 5e rij van de loper staat een witte toren op a5. Nu mag de loper wel weg, maar dan kan de toren worden geslagen.
Aangezien op a5 een belangrijker wit stuk staat, namelijk een toren, kan wit de loper beter laten staan. Anders kan de zwarte toren van h5 de witte toren op a5 slaan. In deze tweede situatie met een belangrijker stuk (anders dan de koning) achter het gepende stuk, spreken wij van een relatieve penning. Het is veelal verstandiger en voordeliger om een belangrijker stuk te behouden. Het aangevallen stuk dat gepend staat en tegelijkertijd het achterliggende stuk beschermt, mag dus wel uit de relatieve penning weggezet worden. Het behoudt zijn beweeglijkheid en kracht. Het gepende stuk blijft functioneel en de door dat gepende stuk bestreken velden blijven voor de koning van de tegenstander ook verboden terrein.
Vaak wordt een penning opgelost door het belangrijke stuk weg te zetten en daarmee zo mogelijk tegelijk het aangevallen, gepende stuk te verdedigen. De dame van a5 kan dan bijvoorbeeld naar a2, a8, d2 of d8. De penning wordt opgeheven, maar de dame blijft de loper dekken. Een witte toren heeft geen andere velden dan a5 en de penning blijft in stand, of de loper kan worden geslagen als de toren weggezet wordt. Soms kan de relatieve penning omgekeerd met een tegenaanval worden gebruikt door met het gepende stuk zelf een belangrijk stuk aan te vallen, bijvoorbeeld door de koning schaak te zetten. Met het belangrijke, achterliggende stuk (niet de koning) kan dan soms het pennende stuk worden geslagen. Dat heet een aftrekaanval. De Stappenmethode noemt het gepende stuk het kopstuk en het achterliggende stuk het staartstuk.

#### Röntgenaanval
De röntgenaanval is een krachtig aanvalswapen waarbij een stuk een vijandig stuk door een ander vijandig stuk aanvalt (zie diagram rechts). De röntgenaanval heeft veel gelijkenissen met de penning, maar onderscheid zich in de relatieve waarde van de stukken in kwestie: bij de penning staat het minst waardevolle stuk direct aangevallen met een stuk van grotere waarde daarachter, terwijl bij een röntgenaanval het meest waardevolle stuk direct staat aangevallen, met daarachter het stuk van mindere waarde. De stappenmethode noemt, net als bij de penning, het direct aangevallen stuk het kopstuk en het achterliggende stuk het staartstuk.

#### Offer
Een speler kan met een belangrijk stuk een gedekt, minder belangrijk stuk slaan. Dat gebeurt bijvoorbeeld bij een aanval om zich toegang te verschaffen tot de koningsstelling. Dat kan door de dame die een pion slaat die de koning verdedigt. Soms ook laat een speler een stuk 'expres' slaan, waarbij het lijkt of het 'zomaar' wordt weggegeven en waardoor de materiaalverhouding tussen beide spelers in het nadeel lijkt uit te vallen. Is echter hierdoor een betere positie of aanvalsmogelijkheid gecreëerd die wellicht tot groter voordeel zoals winst kan leiden, dan spreekt men van een 'offer'. Het meest spectaculair zijn offers van waardevolle stukken, zoals de dame en de toren, maar ook pionoffers komen veel voor. Er wordt dus materiaal geofferd om de partij in iemands voordeel te kunnen beslissen. Een offer kan soms in een later stadium van de partij ook worden teruggewonnen. Men spreekt dan van een schijnoffer.
Bij een offer in de opening wordt vaak de term gambiet gebruikt. Zie het voorbeeld van het (Aangenomen of Geweigerd) Damegambiet hierboven onder Opening.

## Varianten van het schaakspel
Doordat het schaakspel zo veel gespeeld wordt, zijn er veel varianten bedacht om het spel anders te spelen.
Soms speelt men in de huiselijke kring volgens licht afwijkende regels omdat men het eenvoudig wil houden of omdat men de spelregels niet precies kent. Veel huisschakers zijn bijvoorbeeld niet op de hoogte van pat of en passant slaan. Een sterkere speler kan een voorgift geven door bij het begin al een pion of stuk weg te laten. Soms wordt afgesproken dat degene die een partij gewonnen heeft, zijn volgende partij met een pion minder speelt.
Het probleemschaak is in principe geen variant maar een oefening, want de spelregels zijn over het algemeen niet anders. Het zijn eerder opgaven om de strategie te oefenen. De opgave zou eigenlijk moeten zijn "Wat is in deze stelling de beste zet?", maar vaak krijgt de oplosser extra informatie die hij bij een echte partij niet krijgt. Geeft men bijvoorbeeld een opgave als "Wit aan zet wint", dan weet de oplosser vooraf dat er een winnende speelwijze is. Veelvoorkomend is ook de opgave "Wit aan zet wint in drie zetten", en in dat geval weet de oplosser dat hij op de verkeerde weg is als het na drie zetten nog niet mat is, en bovendien heeft hij het probleem niet goed opgelost als hij een matvoering vindt die langer duurt.

### Schaakvarianten met het normale schaakbord

#### Doorgeefschaak
Bij doorgeefschaak wordt gespeeld aan twee borden tussen twee teams van elk twee spelers. De witspeler aan het ene bord zit naast de zwartspeler aan het andere bord; samen vormen zij een team. Wie een stuk van de tegenstander slaat, geeft dit aan zijn of haar teamgenoot. Deze krijgt zo schaakstukken van de eigen kleur erbij en mag deze op een moment naar keuze op het bord zetten op een vrij veld. Men mag één stuk per beurt plaatsen als alternatief voor een gewone zet.
Er zijn verschillende varianten van doorgeefschaak die onder andere verschillen in de beperkingen aan het inzetten van extra stukken en aan de wijze waarop de uitslag wordt bepaald. Een pion mag sowieso niet op de eerste of laatste rij worden gezet, volgens sommige varianten ook niet op de voorlaatste rij of zelfs alleen op de eigen helft van het bord. Terwijl het in Nederland gebruikelijk is dat men geen schaak mag geven bij het plaatsen van een extra stuk, mag dat bij de variant die ook wel bekendstaat als bughouse wél. Een ander verschil is of de uitslag van de wedstrijd wordt bepaald door de eerste partij die afgelopen is of door de optelsom van beide partijen.

#### Weggeefschaak
Bij weggeefschaak is het doel van het spel om al je stukken weg te geven. Bij deze variant van schaken is slaan verplicht en mag de koning verloren gaan. Bij deze variant kan ook de klok worden gebruikt.

#### Toenemend aantal zetten
Deze variant is populair in Italië als scacchi progressivi en in Groot-Brittannië als progressive chess, wat beide zoiets betekent als 'voortschrijdend schaken'. Wit begint gewoon met één zet, maar daarna doet zwart twee zetten. Vervolgens mag wit drie zetten doen en zwart vier zetten en zo loopt het steeds verder op. Er is wel een beperking: als je de koning schaak hebt gezet, is je beurt voorbij (dan moet de ander het schaak opheffen). Er is een verschil tussen de Italiaanse, Engelse en Schotse versies; in de Italiaanse versie is een voortijdig schaak niet toegestaan en de Engelse versie heeft aanvullende regels voor het aantal zetten dat afzonderlijke stukken achter elkaar mogen doen.

#### Gekkenhuisschaak
Gekkenhuisschaak wordt gespeeld door twee personen op één bord, maar met twee sets stukken. Wanneer je een stuk slaat mag je het inruilen voor een stuk van je eigen kleur. Dit stuk mag je vervolgens weer inzetten met dezelfde regels als bij doorgeefschaak.

#### Chess960
Chess960 of Fischer random chess is een variant van het schaakspel die officieel erkend is door de FIDE. In deze variant begint de partij met een afwijkende beginstelling.
In de beginstelling staan de pionnen op de gewone plaats, dus op de 2e en 7e rij.
De witte stukken op de eerste rij staan in een willekeurige volgorde, die in principe door het lot wordt bepaald.
De zwarte stukken op de achtste rij staan in dezelfde volgorde tegenover dezelfde stukken van wit.
Dus tegenover bijvoorbeeld een wit paard op f1 staat een zwart paard op f8.
De enige beperking is dat de koning tussen de twee torens moet staan (eventueel met andere stukken ertussen) en dat de twee witte lopers op velden van een verschillende kleur moeten staan.
Met deze uitgangspunten zijn 960 verschillende beginposities mogelijk, vandaar de naam, waarvan de klassieke beginstelling er een is.
Er is ook een rokade gedefinieerd.
Koning en toren gaan dan naar de velden waar ze in het klassieke schaakspel ook terecht zouden komen (Kc1-Td1 resp. Tf1-Kg1 voor wit).

#### Strategoschaak
Er wordt een scherm midden op het bord geplaatst, en daar mogen de spelers niet overheen kijken. Ze zetten hun stukken op hun eigen helft van het speelbord, vier rijen dus. Ze mogen zelf bepalen waar ze de stukken neerzetten, dit kan een willekeurige volgorde zijn of op een strategie gebaseerd zijn. Als beide spelers klaar zijn wordt het scherm verwijderd en beginnen de spelers in deze opstelling te spelen.

#### Can I?
Bij Can I? kunnen de spelers alleen hun eigen stukken zien.
Elke speler heeft dus een eigen schaakbord waarop alleen zijn eigen stukken staan.
Een helper of arbiter (of computer) zorgt voor de communicatie, waarbij hij eventueel een derde bord kan gebruiken.
Doet een speler een reglementaire zet, dan zegt de arbiter dat de andere speler aan zet is.
Werd er een stuk geslagen, dan verwijdert de arbiter het geslagen stuk stilzwijgend van het bord van de tegenstander.
Doet een speler een zet die niet mogelijk is, bijvoorbeeld doordat er een stuk van de tegenstander in de weg staat of doordat hij zichzelf schaak zet, dan zegt de arbiter dat hij een andere zet moet doen.
Wordt een speler schaak gezet, dan deelt de arbiter dat mede.
Een speler kan vragen “Can I?” en dat betekent: “Kan ik met een pion slaan?” Is het antwoord bevestigend, dan moet de speler minstens een keer proberen met een pion te slaan.

## Bordschaak
Bordschaak is de traditionele manier van schaken waarbij de spelers fysiek tegenover elkaar aan het schaakbord zitten. Men spreekt van bordschaak ter onderscheid van andere vormen van schaak, zoals correspondentieschaak, blindschaak, simultaanschaak of onlineschaak.
Bordschaak wordt algemeen erkend als de hoogste standaard van het spel, gebruikt in prestigieuze toernooien zoals het Kandidatentoernooi. Deze evenementen, gespeeld met klassieke bedenktijd, maken diepere strategische planning en psychologisch spel mogelijk, en vereisen een mate van uithoudingsvermogen en concentratie die vaak ontbreekt in online partijen. De fysieke aanwezigheid van schaakborden en klokken, en de toepassing van regels zoals de pièce touchée-regel, karakteriseren de discipline en ernst die met het bordschaken gepaard gaan.
Een belangrijk onderscheidend element is voorts de integriteit van het bordschaak vergeleken met onlineschaak: Vals spelen is er moeilijker dankzij de aanwezigheid van arbiters, verbod op elektronische apparaten en controlemaatregelen. Dit maakt dat elo-ratings verkregen bij bordschaken doorgaans betrouwbaarder zijn als afspiegeling van iemands niveau, vergeleken met de meer volatiele en soms gemanipuleerde online-ratings.
Bordschaak bevordert directe menselijke interactie en gemeenschapsvorming; aspecten die grotendeels ontbreken bij online-spel. Publieke schaakplekken, schaakclubs en toernooien vormen sociale ontmoetingsplaatsen die een karakteristieke sfeer creëren van traditie en verbondenheid. Overigens kan de menselijke interactie van het bordschaken ook tot conflicten leiden die bij onlineschaak vrijwel onmogelijk zijn.

## Computerschaak
Naast de fysieke bordvariant bestaat tegenwoordig ook de computervariant, soms in de vorm van een elektronisch bord, maar doorgaans wordt op een computerscherm een bord getoond. Computers spelen soms tegen elkaar, maar de mens kan ook tegen de computer spelen middels schaakprogrammatuur die vaak instelbaar is op speelsterkte, rekendiepte en tempo.
Zie ook: lijst van schaakmachines.

### Rybka
In 2012 was Rybka versie 4 met afstand het sterkste schaakprogramma. De speelsterkte, uitgedrukt in de ELO-rating, overtreft ook die van de menselijke grootmeesters zodanig dat zelfs de wereldkampioen in een match weinig kans maakt. In matches tegen grootmeesters krijgen die een voorgift. Dzindzichashvili speelde in maart 2008 acht partijen met wit en kreeg in vier daarvan een pion voor; het werd 4-4. Nog slechter verging het Ehlvest: tegen een 'uitgeklede' versie uitsluitend met wit spelend eindigde zijn match in 3,5-1,5 voor Rybka.
Een match tussen de elektronische top en die van vlees en bloed is niet te verwachten, maar het ratingsysteem geeft houvast. Wereldkampioen Magnus Carlsen had in 2015 een rating van 2862, terwijl Rybka in 2012 een rating van 3221 had. Een laag geschat ratingverschil van 200 punten geeft aan dat Rybka dan per partij een winstkans heeft van 75%.

## Complexiteit

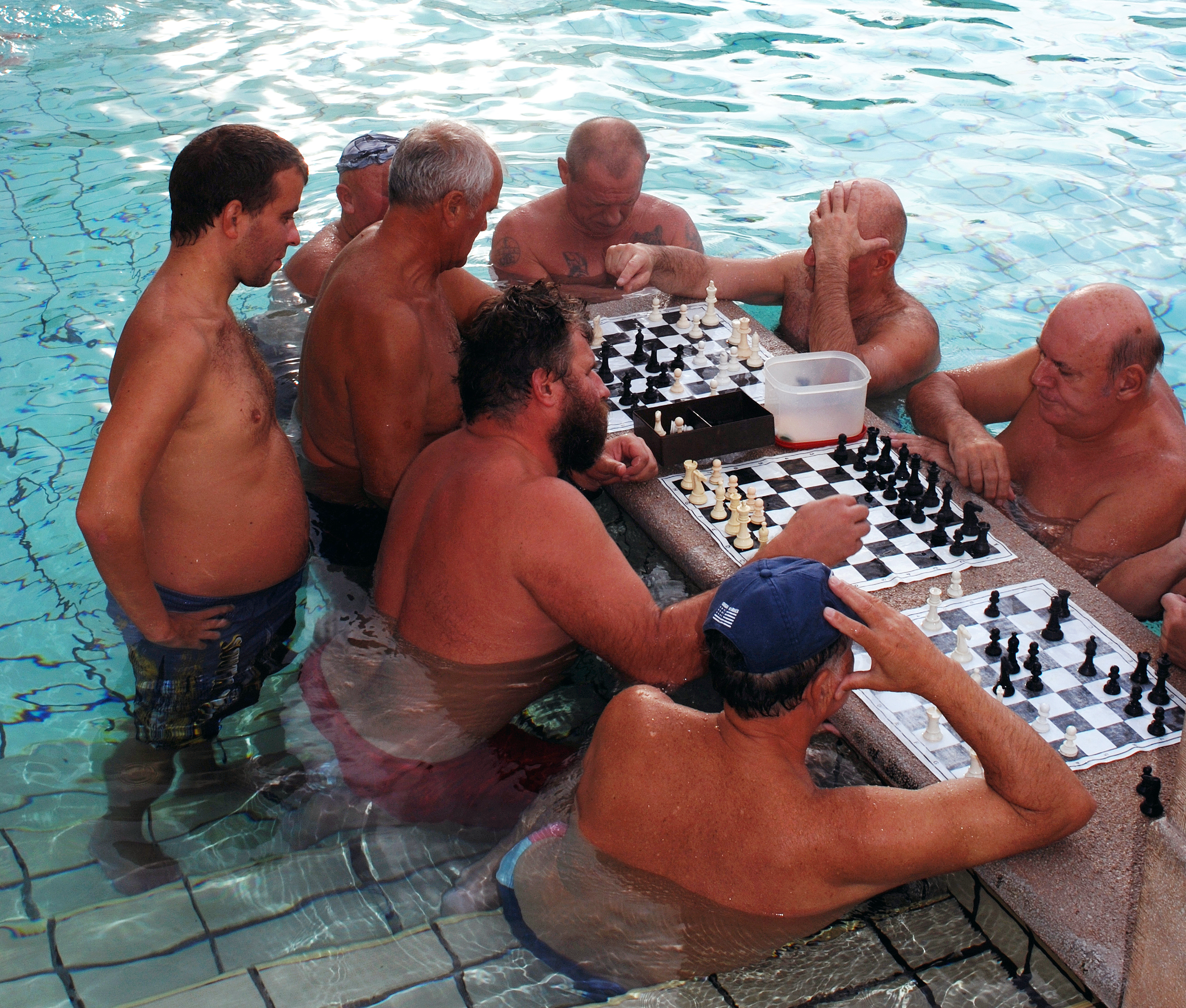
Schaken in het zwembad (Boedapest)

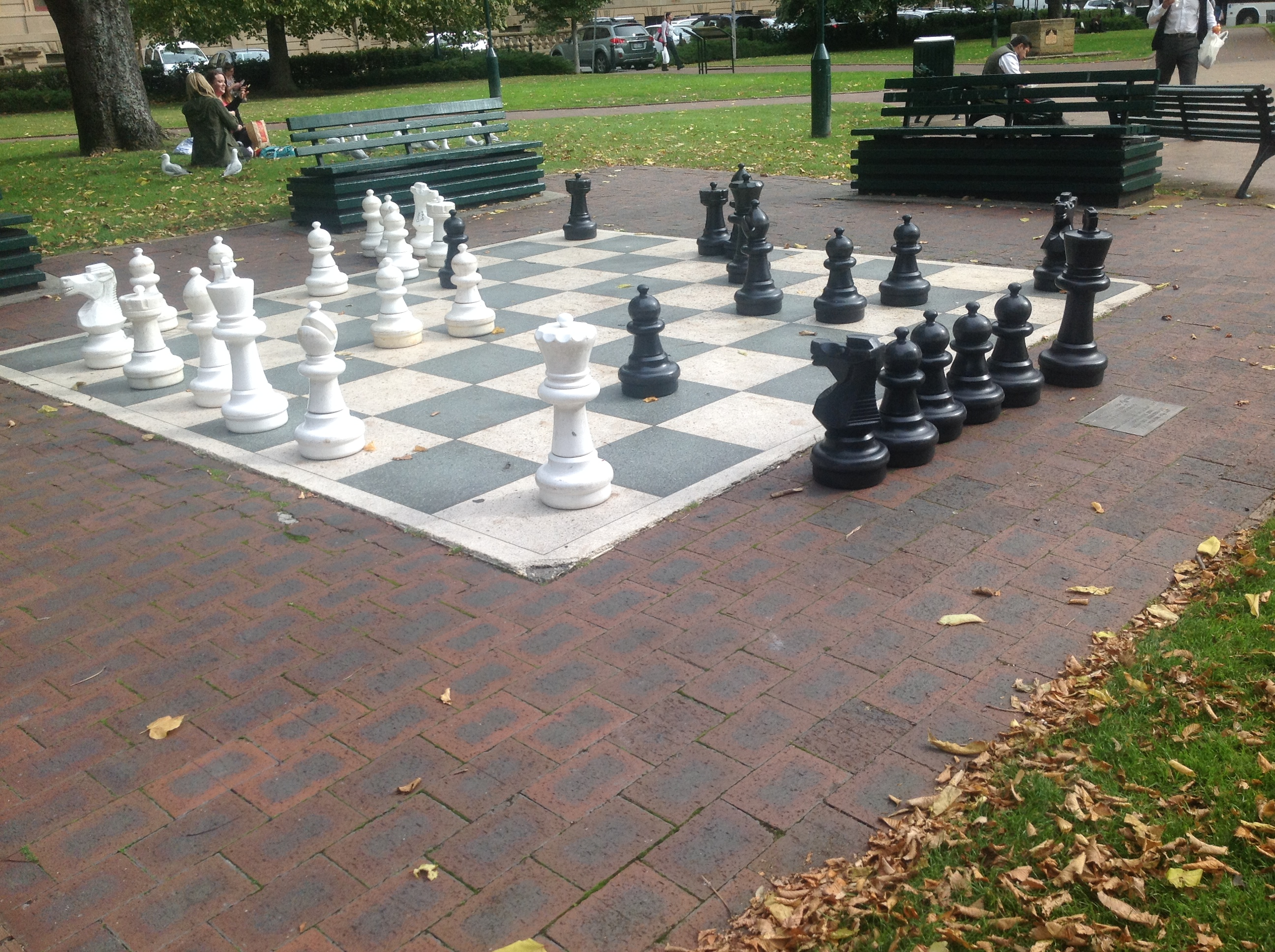
In parken ziet men soms een groot schaakbord op de grond. De spelers moeten over het bord lopen om de stukken te verzetten

Het aantal reglementaire stellingen op het schaakbord ligt naar schatting tussen 1043 en 1050, en de speltheoretische complexiteit is bij benadering 10123. De speltheoretische complexiteit van het schaakspel werd als eerste benaderd door Claude Shannon (grondlegger van de informatietheorie) zijnde 10120, het "Shannon getal". Vanuit een gemiddelde stelling (middenspel) zijn er dertig tot veertig reglementaire zetten mogelijk, maar het kunnen er ook nul zijn (bij schaakmat of pat) of 218.

## Varia
- Een zeer bekend geworden leerboek in de Nederlandse taal is Oom Jan leert zijn neefje schaken, door Albert Loon en Max Euwe. Het werd voor het eerst uitgegeven in 1935 en werd vele malen herdrukt: in 2003 verscheen de 25ste editie.
- Hoewel de relatie tussen het Nederlandse koningshuis en het schaakspel fragmentarisch en anekdotisch is, illustreert deze geschiedenis de metaforische betekenis van het spel en de parallellen die het heeft met strategische beslissingen "op het groote bord".

## Grote toernooien in Nederland
- Tata Steel-toernooi (voormalige Corus-toernooi, daarvoor Hoogovens-toernooi) in Wijk aan Zee
- Univé-toernooi (voormalige Essent-toernooi en daarvoor VAM-toernooi) in Hoogeveen
- AVRO-toernooi in tien Nederlandse steden (1938)
- Staunton-toernooi (1946) in Groningen

## Schaakorganisaties
- Koninklijke Belgische Schaakbond (KBSB)
- Koninklijke Nederlandse Schaakbond (KNSB)
- Nederlandse Bond van Correspondentieschakers (NBC)
- Fédération Internationale des Échecs/Wereld Schaak Federatie (FIDE)
- International Correspondence Chess Federation/Wereldbond Correspondentieschakers (ICCF)